# طريق الشيطان (كاتسكيلز)

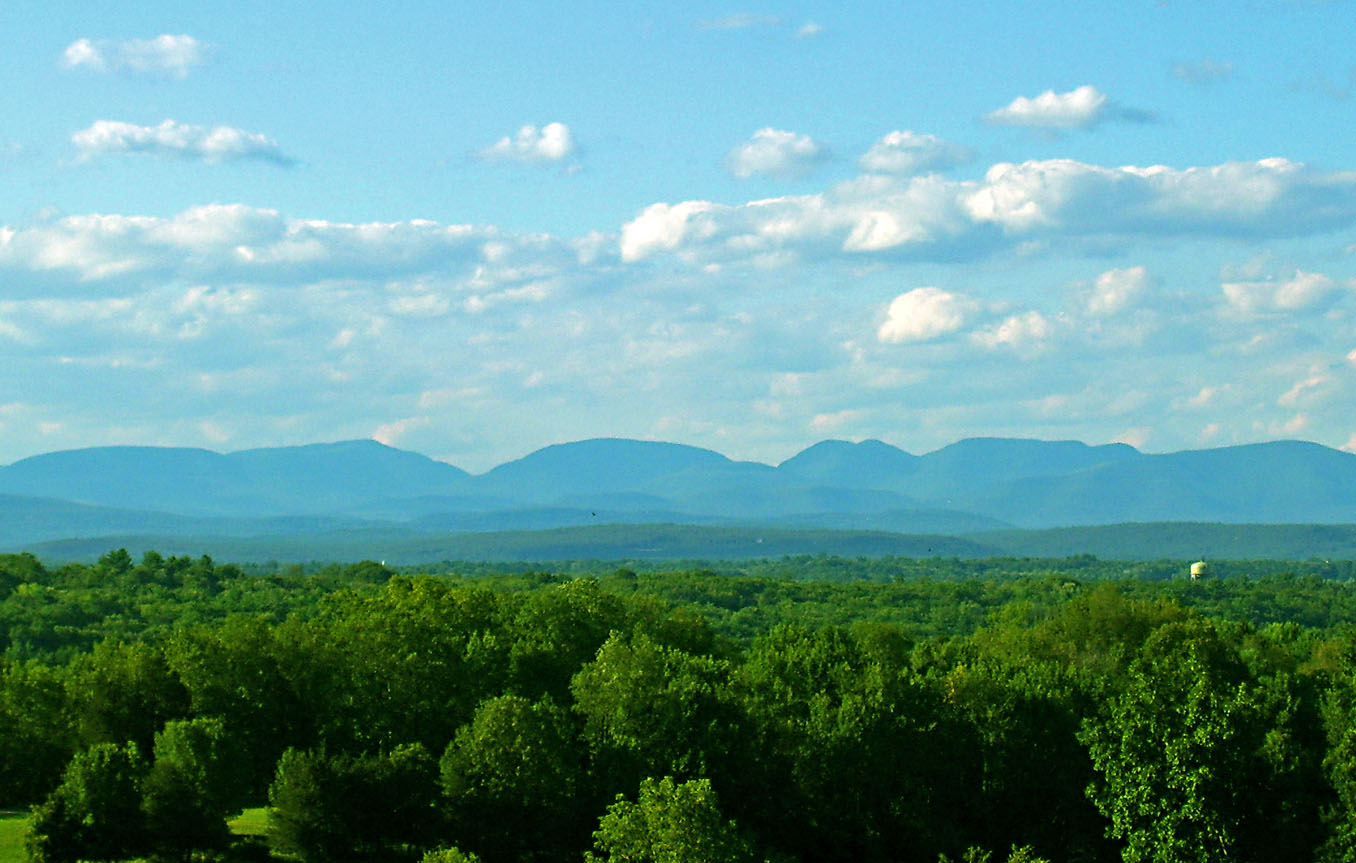
طريق الشيطان من الجنوب. من اليسار: بلاتيو ، سوغارلوف ، توين و هنديا هيد مطله على الجبل من اليمين لا بداخل نطاق الجبل.

مسار الشيطان، هو سلسلة جبال ومسار للمشي لمسافات طويلة في جزء مقاطعة جرين من جبال كاتسكيل في نيويورك. الجبال التي تعتبر عادة جزءًا من مسار الشيطان تمتد من الغرب إلى الشرق.
يأتي الاسم من السكان القدامى في المنطقة، الذين اعتقدوا أن المنحدرات الصخرية في المنطقة قد تم انشائها من قبل الشيطان حتى يكون وحده من يستطيع تسلقها والانسحاب أحيانًا من عالم الرجال. يشتهرون اليوم بالفجوات العميقة بين بعضهم البعض، واان الجبال تزداد في الارتفاع بينهم عند التقدم غربًا على مسار المشي لمسافات طويلة.
ساهمت الدولة في امتلاك الجبال والاراضي المحيطه بها وجعلتها كمحمية للغابات وجعلت جزء اخر منها منتزه يسمى منتزه كاتسكيل في عشرينيات وثلاثينيات القرن الماضي. اتدار المنطقة اليوم من قبل وزارة المحافظة على البيئة بولاية نيويورك باعتبارها المنطقة البرية الرئيسية الهندية.

## روابط خارجية
- معلومات عن المشي لمسافات طويلة في Catskill High Peaks (Catskill 3500 Club)